# Canoagem nos Jogos Europeus de 2015 - K-4 1000 m masculino
A categoria K-4 1000 metros masculino foi um dos eventos da canoagem nos Jogos Europeus de 2015. Foi disputada entre os dias 14 a 16 de junho, no Kur Sport and Rowing Centre, em Mingachevir, no Azerbaijão.

## Calendário
Horário de verão do Azerbaijão (UTC+5).
| Data        | Horário | Fase          |
| ----------- | ------- | ------------- |
| 14 de junho | 13:35   | Eliminatórias |
| 14 de junho | 17:24   | Semifinal     |
| 16 de junho | 11:26   | Final         |

## Medalhistas
|  | HUN Hungria                                            |  | RUS Rússia                                                          |  | BLR Bielorrússia                                                 |
|  | Zoltán Kammerer Tamás Kulifai Dávid Tóth Dániel Pauman |  | Aleksandr Sergeyev Anton Ryakhov Vasily Pogreban Vladislav Blintsov |  | Pavel Miadzvedzeu Vitaliy Bialko Aleh Yurenia Raman Piatrushenka |

## Resultados

### Eliminatórias
Os três barcos mais rápidos em cada bateria avançaram diretamente para a final. Os próximos quatro barcos restantes avançaram para a semifinal.
Bateria 1
| Pos. | Canoísta                                                            | Nacionalidade    | Tempo    | Notas |
| ---- | ------------------------------------------------------------------- | ---------------- | -------- | ----- |
| 1    | Zoltán Kammerer Tamás Kulifai Dávid Tóth Dániel Pauman              | HUN Hungria      | 2:50.083 | F     |
| 2    | Pavel Miadzvedzeu Vitaliy Bialko Aleh Yurenia Raman Piatrushenka    | BLR Bielorrússia | 2:50.643 | F     |
| 3    | Daniel Havel Josef Dostál Lukáš Trefil Jan Štěrba                   | CZE Chéquia      | 2:51.332 | F     |
| 4    | Simo Boltić Ervin Holpert Vladimir Torubarov Dejan Terzić           | SRB Sérvia       | 2:52.417 | SF    |
| 5    | Martin Schubert Lukas Reuschenbach Kostja Stroinski Kai Spenner     | GER Alemanha     | 2:55.990 | SF    |
| 6    | Aleksandr Sergeyev Anton Ryakhov Vasily Pogreban Vladislav Blintsov | RUS Rússia       | 3:01.368 | SF    |

Bateria 2
| Pos. | Canoísta                                                              | Nacionalidade  | Tempo    | Notas |
| ---- | --------------------------------------------------------------------- | -------------- | -------- | ----- |
| 1    | Rafał Maroń Paweł Szandrach Paweł Florczak Mariusz Kujawski           | POL Polônia    | 2:52.420 | F     |
| 2    | Fernando Pimenta Emanuel Silva João Ribeiro David Fernandes           | POR Portugal   | 2:53.152 | F     |
| 3    | Daniel Burciu Constantin Mironescu Valentin Cameneschi Petrus Gavrila | ROU Romênia    | 2:53.698 | F     |
| 4    | Marek Krajčovič Gábor Jakubík Matej Michálek Viktor Demin             | SVK Eslováquia | 2:54.252 | SF    |

### Semifinal
Os três barcos mais rápidos avançaram para a final.
| Pos. | Canoísta                                                            | Nacionalidade  | Tempo    | Notas |
| ---- | ------------------------------------------------------------------- | -------------- | -------- | ----- |
| 1    | Marek Krajčovič Gábor Jakubík Matej Michálek Viktor Demin           | SVK Eslováquia | 2:50.523 | F     |
| 2    | Simo Boltić Ervin Holpert Vladimir Torubarov Dejan Terzić           | SRB Sérvia     | 2:50.640 | F     |
| 3    | Aleksandr Sergeyev Anton Ryakhov Vasily Pogreban Vladislav Blintsov | RUS Rússia     | 2:50.884 | F     |
| 4    | Martin Schubert Lukas Reuschenbach Kostja Stroinski Kai Spenner     | GER Alemanha   | 2:53.049 |       |

### Final
Os competidores disputaram as posições de 1 a 9, com medalhas para os três primeiros.
| Pos.              | Canoísta                                                              | Nacionalidade    | Tempo    |
| ----------------- | --------------------------------------------------------------------- | ---------------- | -------- |
| Medalha de ouro   | Zoltán Kammerer Tamás Kulifai Dávid Tóth Dániel Pauman                | HUN Hungria      | 3:07.063 |
| Medalha de prata  | Aleksandr Sergeyev Anton Ryakhov Vasily Pogreban Vladislav Blintsov   | RUS Rússia       | 3:08.034 |
| Medalha de bronze | Pavel Miadzvedzeu Vitaliy Bialko Aleh Yurenia Raman Piatrushenka      | BLR Bielorrússia | 3:08.827 |
| 4                 | Daniel Havel Josef Dostál Lukáš Trefil Jan Štěrba                     | CZE Chéquia      | 3:08.885 |
| 5                 | Fernando Pimenta Emanuel Silva João Ribeiro David Fernandes           | POR Portugal     | 3:09.010 |
| 6                 | Simo Boltić Ervin Holpert Vladimir Torubarov Dejan Terzić             | SRB Sérvia       | 3:10.740 |
| 7                 | Marek Krajčovič Gábor Jakubík Matej Michálek Viktor Demin             | SVK Eslováquia   | 3:10.773 |
| 8                 | Rafał Maroń Paweł Szandrach Paweł Florczak Mariusz Kujawski           | POL Polônia      | 3:11.987 |
| 9                 | Daniel Burciu Constantin Mironescu Valentin Cameneschi Petrus Gavrila | ROU Romênia      | 3:12.615 |